# Красне (Хвастовицький район)
Красне (рос. Красное) — село в Хвастовицькому районі Калузької області Російської Федерації.
Населення становить 574 особи. Входить до складу муніципального утворення Село Красне.

## Історія
Від 2004 року входить до складу муніципального утворення Село Красне

## Населення
| 2002 | 2010 |
| ---- | ---- |
| 731  | ↘574 |